# Mesochorus pyramideus
Mesochorus pyramideus là một loài tò vò trong họ Ichneumonidae.